# Sede central de Crédit lyonnais
La sede de Crédit Lyonnais es edificio monumental de la arquitectura comercial parisina del último cuarto del siglo XIX.  Se encuentra en el cuadrilátero formado por Boulevard des Italiens, Rue de Gramont, Rue du Quatre-Septembre y Rue de Choiseul en el II Distrito de París .
También conocido como hôtel des Italiens, el edificio sigue siendo propiedad de LCL-Le Crédit Lyonnais. En 2010, el banco dejó este edificio histórico por Villejuif, al pie de la estación de metro Villejuif Léo-Lagrange.

## Construcción

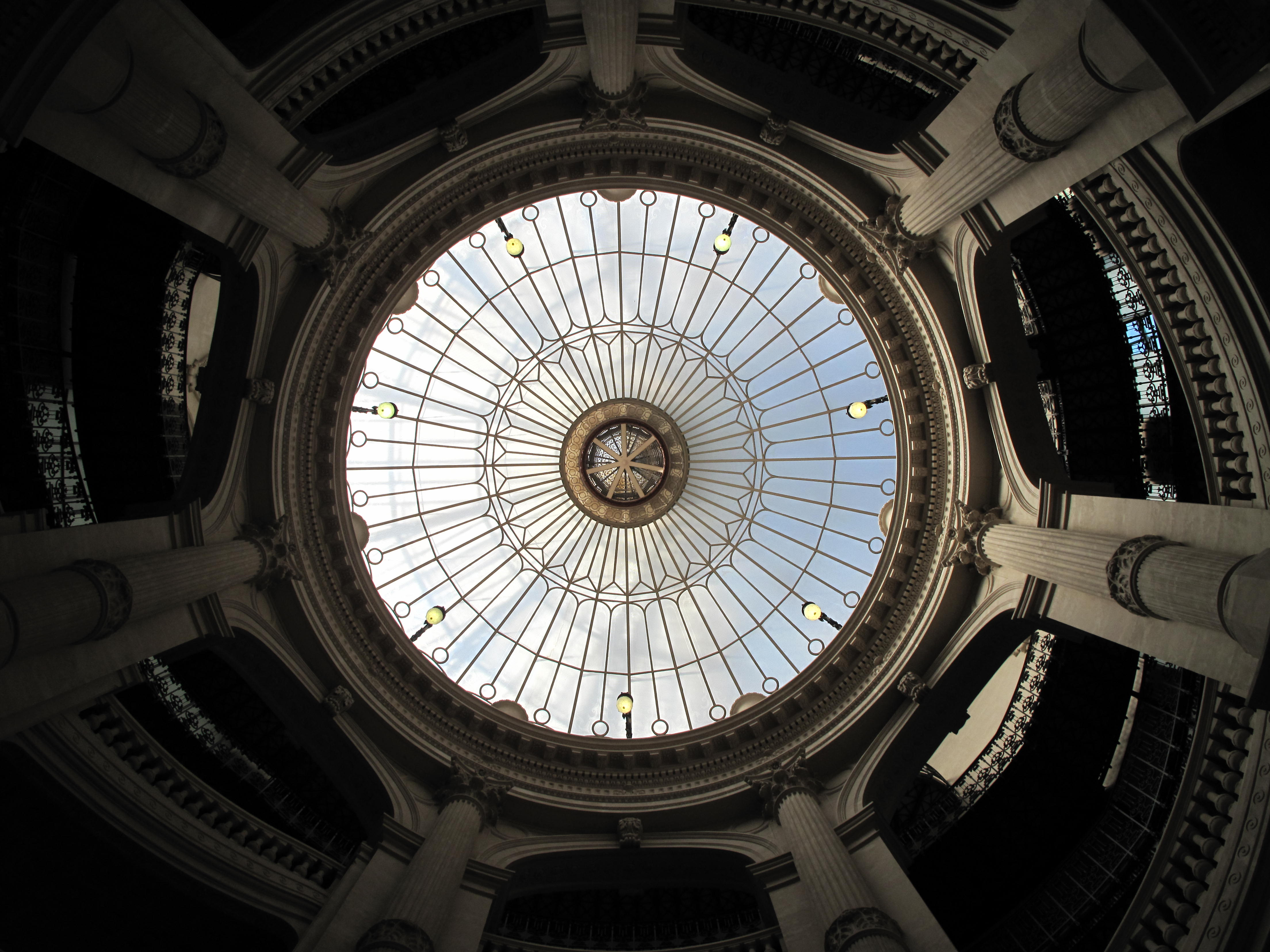
El dosel que ilumina la gran escalera.

En esta ubicación existía el Hôtel de Boufflers en el que se había construido la Galerie de Fer, que va desde el bulevar hasta la rue de Choiseul. El pasaje se incendio en 1828, y fue reconstruido al año siguiente en hierro. Aquí fue donde se realizaron las primeras pruebas de iluminación de gas.
Entre 1876 y 1883 se fue construyendo la sucursal parisina del Crédit Lyonnais, que se convertirá en la sede central. Se compró un terreno de 1590 m2 y Henri Germain hizo entonces demoler el Hotel de Boufflers-Rouvenel que lo ocupabapara hacer construir allí la futura sede central por el arquitecto William Bouwens van der Boijen . El edificio está construido al estilo de Haussmann y de las exposiciones universales, con el objetivo de impresionar a clientes e inversores. La leyenda dice que se eligió este estilo para que el edificio pudiera convertirse en una tienda por departamentos en caso de quebrara el banco.
El 21 de marz0 de 1878 fue inaugurado con la presencia de Léon Gambetta.
Organiza en torno a una espectacular escalera de caracol doble inspirada en la del castillo de Chambord, la altura de las expectativas, que hará que el banco reparta entradas para visitarla.
En 1882 se convierte en la sede central del Crédit Lyonnais, trasladada desde Lyon.
En 1913 finalizan las obras por el arquitecto Victor Laloux, se extendió gradualmente sobre todo el cuadrilátero formado por el Boulevard des Italiens, la rue de Choiseul, la rue du Quatre-Septembre y la rue de Gramont.

## Desarrollos posteriores
El 30 de enero de 1918 explotó una bomba aérea como lo atestigua una inscripción en el muro de la rue de Choiseul cerca de la esquina de la rue du Quatre-Septembre.

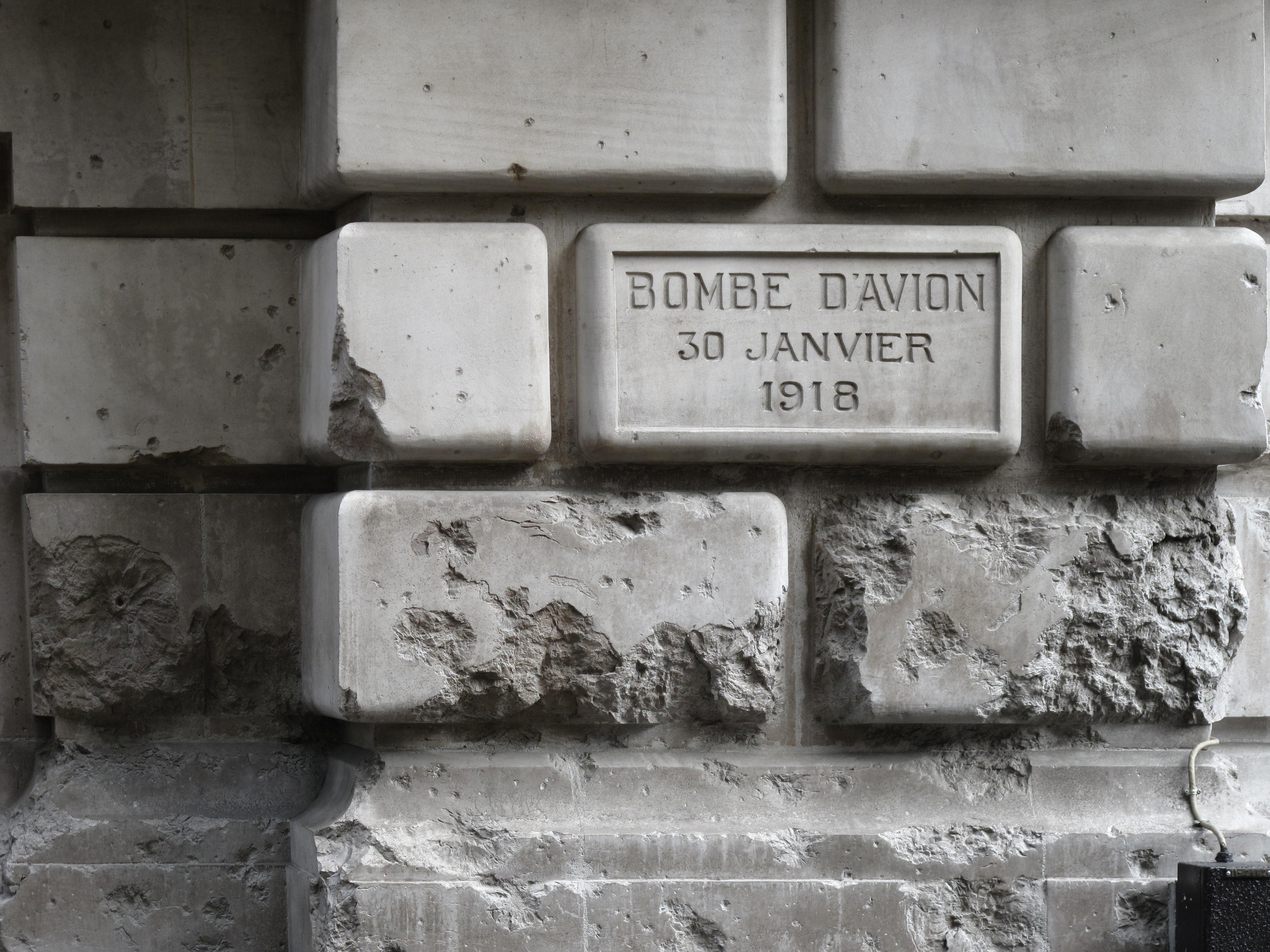
Rastros de bombas de avión de 1918 en la pared de la sede central

En 1957 escapó de un proyecto consistente en ahuecar su centro para construir una gran torre de hormigón de 20 plantas Se modernizaron las instalaciones de calefacción, iluminación y ventilación.
A principios de la década de 1970 sufrió una renovación completa al espíritu de Pompidou, con el objetivo de dar cabida a la creciente mano de obra vinculada a la banca rápida de la población francesa. Además de instalar los primeros equipos informáticos ampliamente distribuidos, se destruyo la sala de valores de Eiffel y se desmonto dela capota. Las oficinas de la planta baja fueron cegadas y las de las plantas superiores se organizaron en torno a un pequeño jardín colgante que jugó un papel terrible durante el incendio.
El 14 de mayo de 1976 el presidente del Crédit lyonnais Jacques Chaine fue abatido con un revólver por un loco frente aquí.
En abril de 1996 se rodó Le Cri de la soie en el vestíbulo del lado del Quatre-Septembre figurando una tienda por departamentos.
En enero de 2013 fu usado para el desfile de Printemps Été 2013 de Donatella Versace y el 7 de marzo de 2015 para el desfile de otoño-invierno 2013 de Vivienne Westwood.

## Estructura de construcción

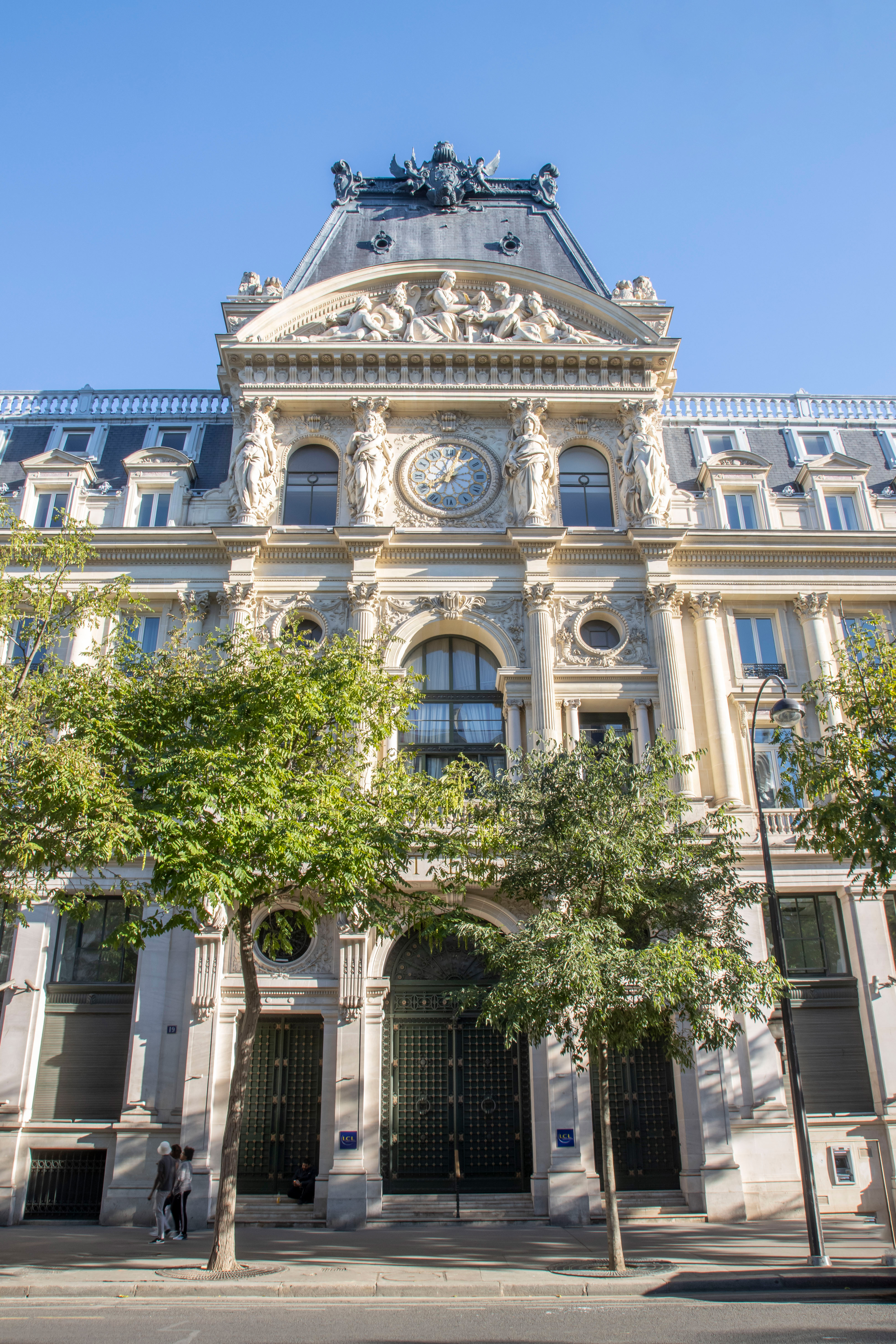
Detalle de fachada.

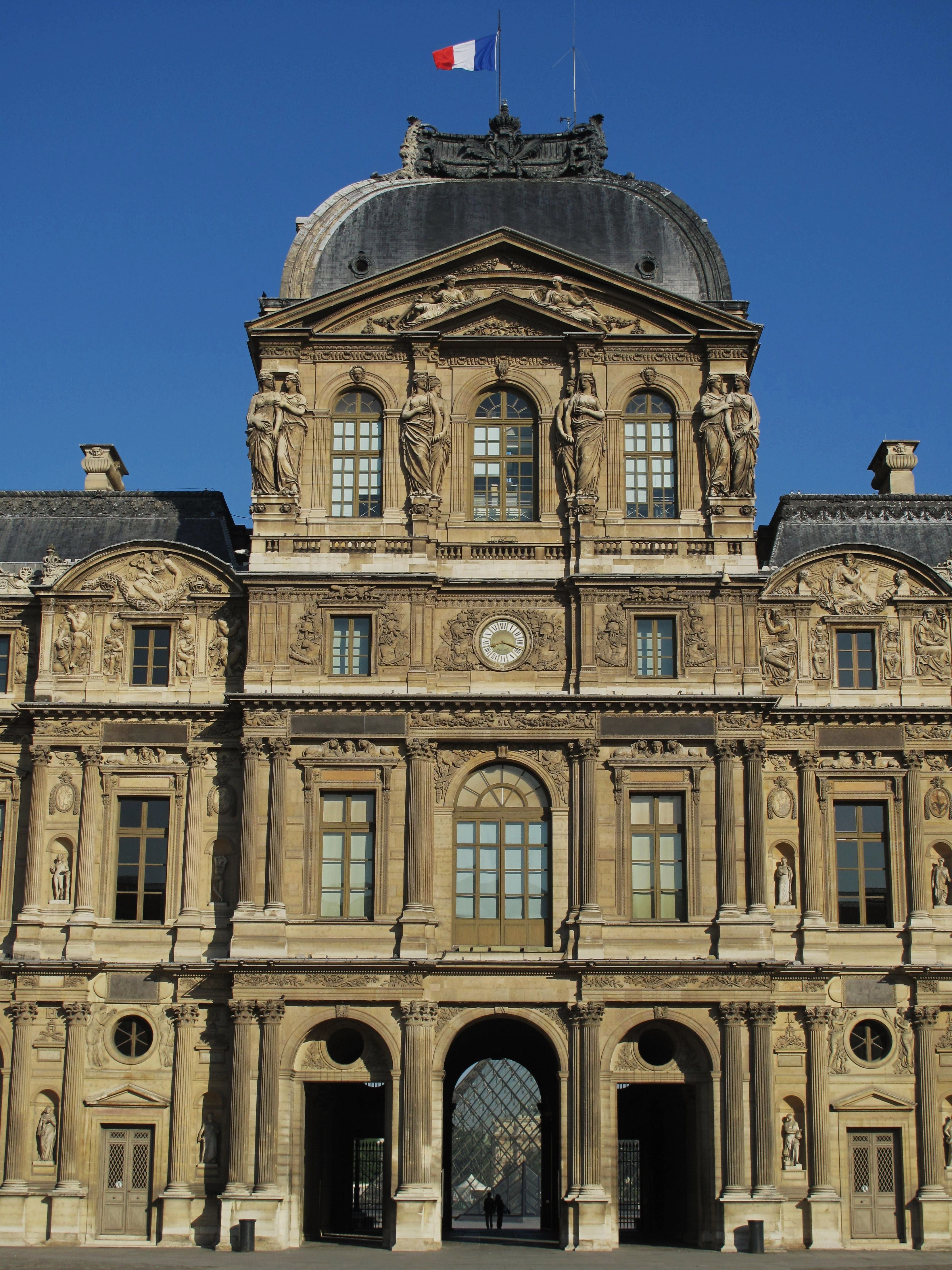
El Pabellón del Reloj del Palacio del Louvre que inspiró la sede central.

El revestimiento de piedra, símbolo tradicional de riqueza, oculta una estructura de metal, en parte realizada por  Gustave Eiffel.
El espacio de oficinas está organizado en varios niveles, a ambos lados de una galería iluminada por un techo de cristal. ningún tabique divide este lugar abierto a la vista del público y de toda la jerarquía.
En cada extremo del edificio se encuentra una sala iluminada por un techo de vidrio de 21 mètres altura realizado por el taller de Gustave Eiffel. El del lado del boulevard des Italiens es más impresionante que el del lado de la rue du Quatre-Septembre. Las oficinas del personal del banco están en los pisos superiores.
La sala de valores de la época fue diseñada, como el marco, como una sala de metal, por los establecimientos de Eiffel.
En el exterior, en el Boulevard des Italiens, el pabellón central del banco está inspirado en el Pavillon de l'Horloge del Palacio del Louvre. El techo de la del Pavillon de Flore. El pabellón tiene una serlienne doble, es decir, un grupo de tres tramos de los cuales el tramo central es el más alto con un arco de medio punto, mientras que los tramos laterales están cubiertos con un dintel.
El frontón, esculpido por Camille Lefèvre, es una alegoría de las actividades bancarias : representa al Banco distribuyendo créditos, rodeado por el Comercio y la Industria, luego por el Ródano y el Sena. Está sostenido por cuatro cariátides dispuestas alrededor del gran reloj que simboliza las Horas del día. Son del estilo de las estatuas del Pavillon de l'Horloge.
Cuando se inauguró, albergó una de las primeras instalaciones eléctricas de la capital. Para dar luz a las bóvedas, parte del suelo se hizo con losas de vidrio fabricadas en Saint-Gobain. Para impresionar al público y animarlo a cruzar, un gigantesco salón de escalones perdidos, iluminado por 310 lámparas de gas, se abría sobre filas de mostradores al estilo inglés, sin rejas ni ventanas. Con el mismo espíritu de espacio abierto, las oficinas no se dividieron deliberadamente. " Las particiones son solo para que los empleados lean su periódico ! fulminó Henri Germain. En cuanto a la dirección, se benefició, en el primer piso, de puertas de caoba con artesonado y cortinajes de rep verde. Fue en primer lugar el servicio de valores (en ese momento materializado por cupones de papel) que se trasladó de Lyon a París. Los cupones se guardan en las cajas fuertes 195 Fichet en las habitaciones del sótano, rodeadas por una pasarela y servidas por una escalera en la parte superior de la cual un cenicero lleva las palabras "apaga tus puros".

La grande galerie, jadis et maintenant
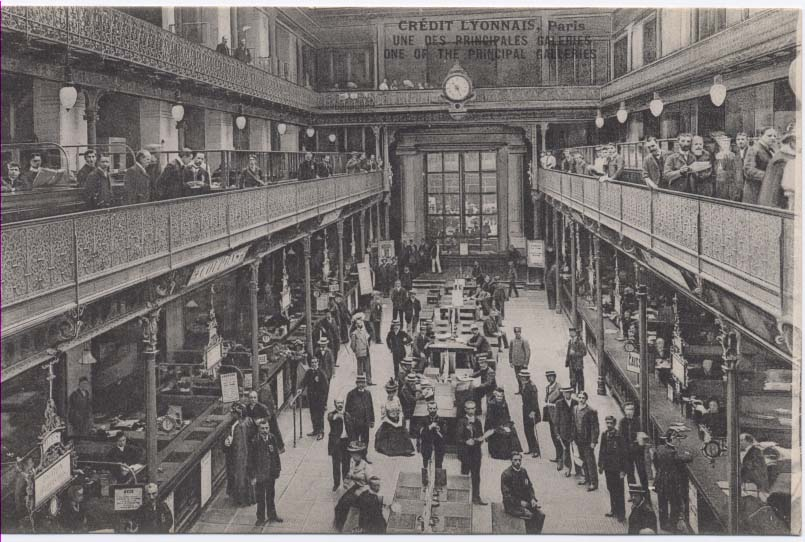
La galería de títulos originales
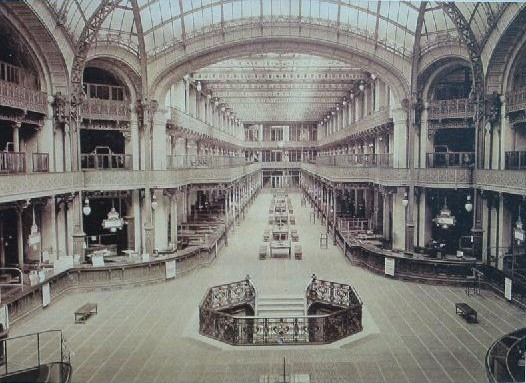
La gran galería alrededor de 1920
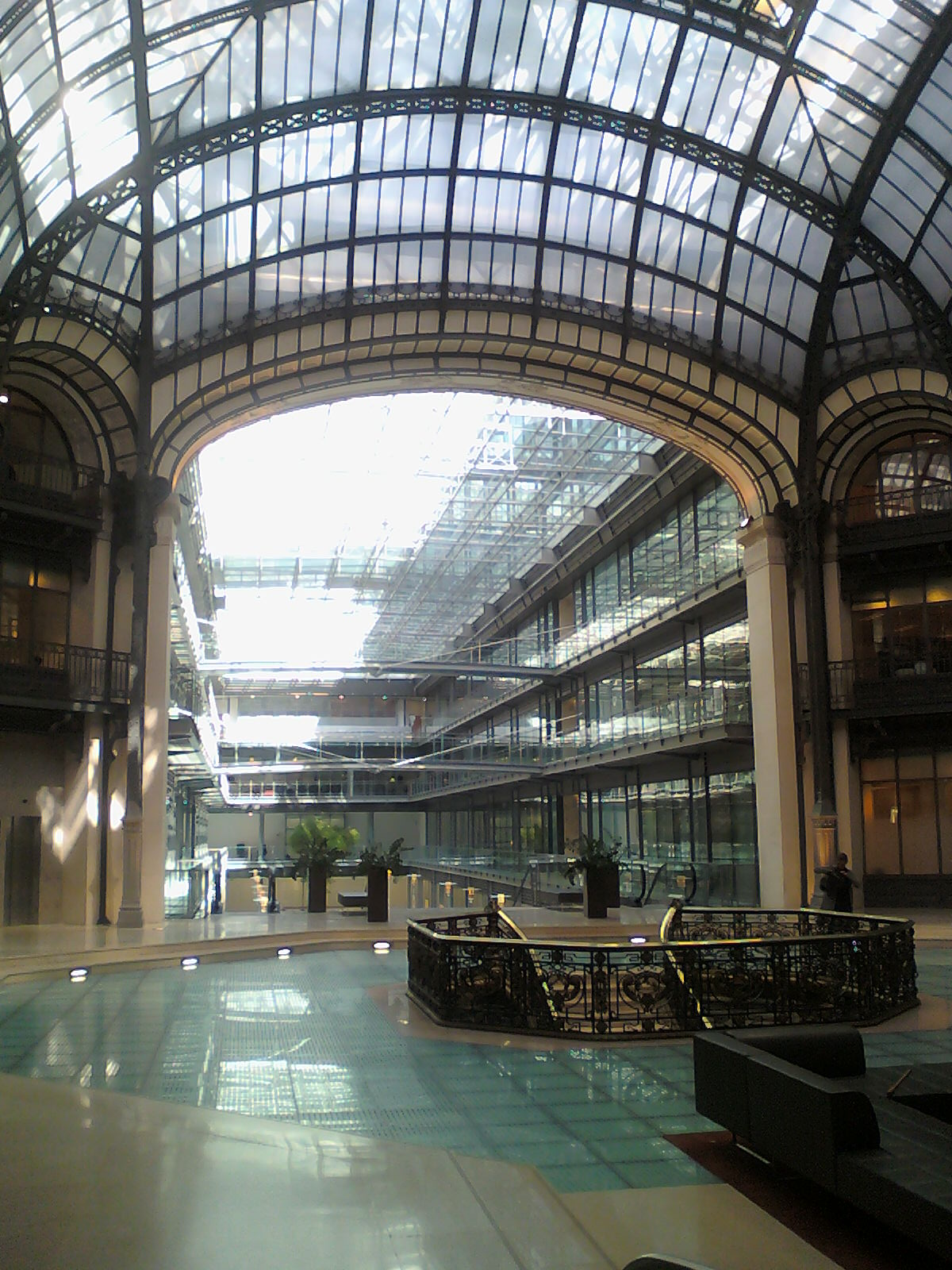
La galería recreada

### La escalera de caracol doble
Pero lo que más destaca del interior es su escalera de caracol de doble hélice, que le da la reputación al Hôtel des Italiens. Está inspirado en el del Château de Chambord, con el mismo objetivo : permitir que dos personas tomen la misma escalera sin encontrarse: un tramo, con balaustrada doble, era usado por la gerencia y el otro, con la balaustrada simple, por los empleados.
La escalera requiere media revolución por piso. El tramo de escaleras de la gerencia, más cercano a la entrada del boulevard des Italiens, conduce al piso del personal y la sala del consejo en una revolución (la primera media vuelta termina en el entresuelo que alberga oficinas alrededor de los vestíbulos de entrada con techos altos)
Además, la escalera es asimétrica, ya que tiene un total de siete tramos recorridos en una revolución. : un vano horizontal al nivel de un piso, 3 vanos de escalones en el lado este, un vano horizontal al nivel de un piso, 2 vanos de escalones en el lado oeste,
La escalera de piedra continúa en forma de escalera metálica desde el segundo piso hasta el cuarto, pero siempre en doble revolución. El uso del metal es característico de esta era industrial. Una marquesina, a 30 mètres del suelo, ilumina toda la escalera.
Algunas oficinas son accesibles a través de una escalera clásica en el 5 e incluso el 6piso piso dentro del pabellón de honor ubicado sobre la entrada al boulevard des Italiens.

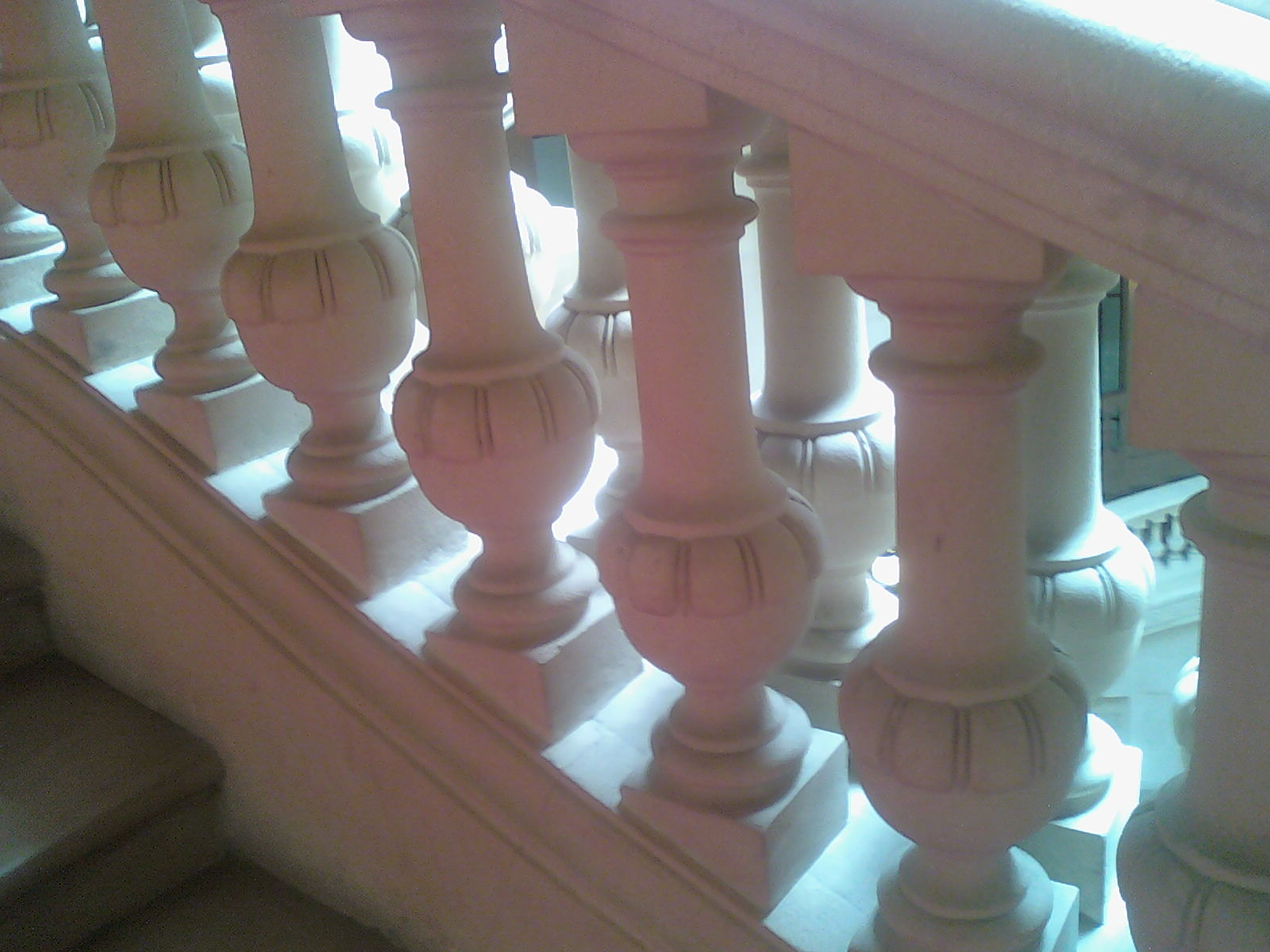
Doble balaustrada en el tramo de escalera ejecutivo.
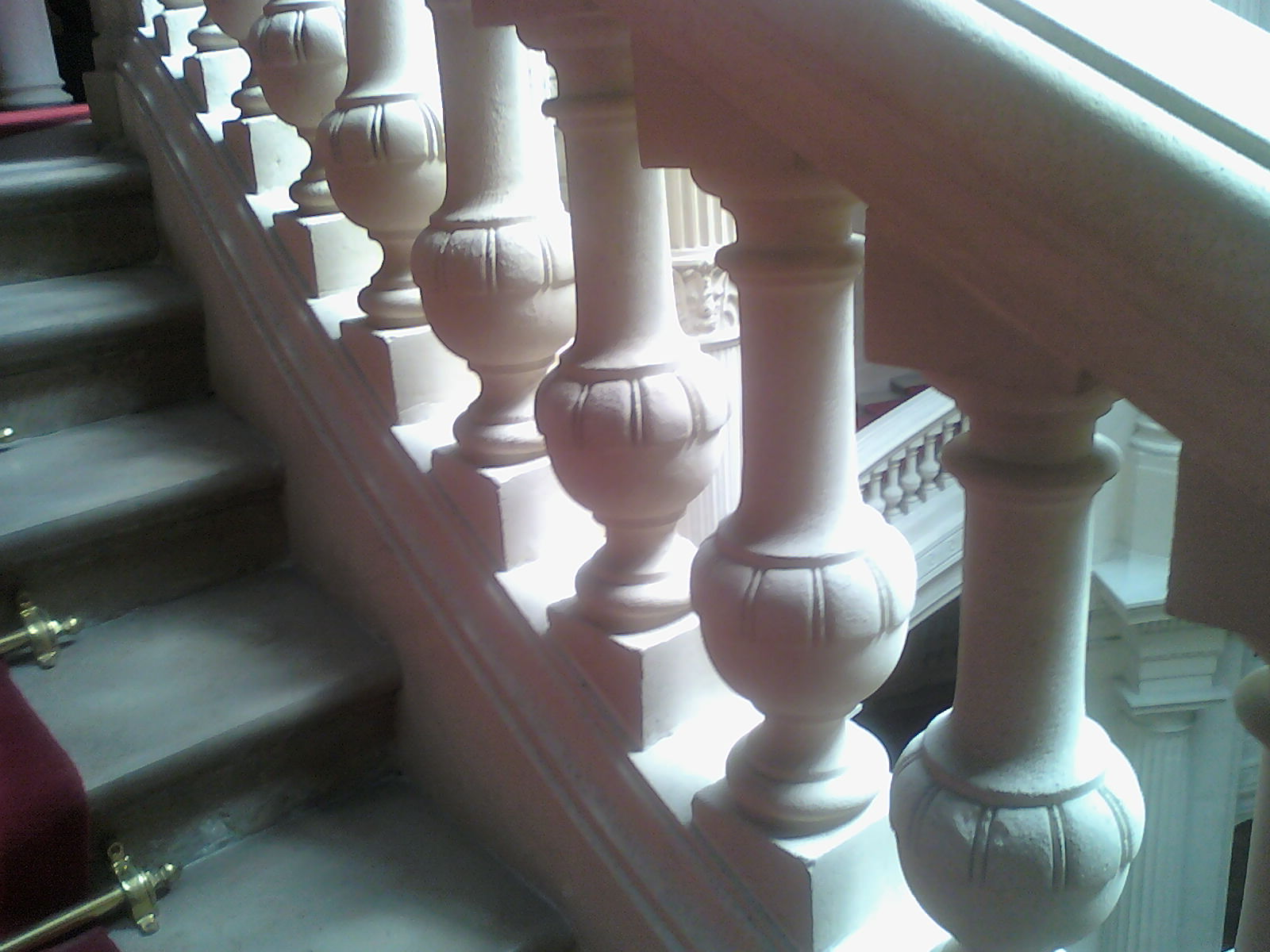
Barandilla simple en tramo de escalera de personal.
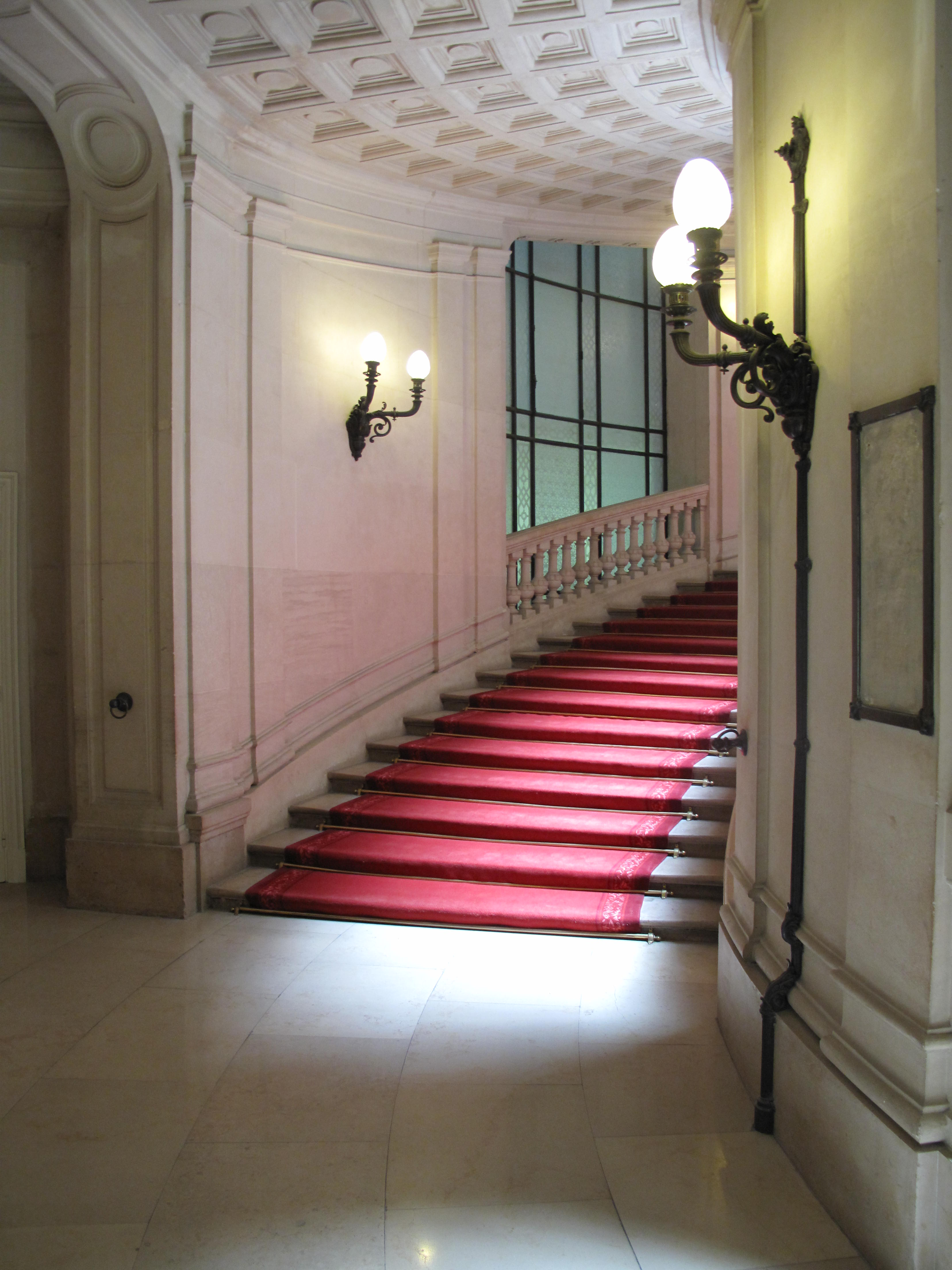
Escalera para dirección.
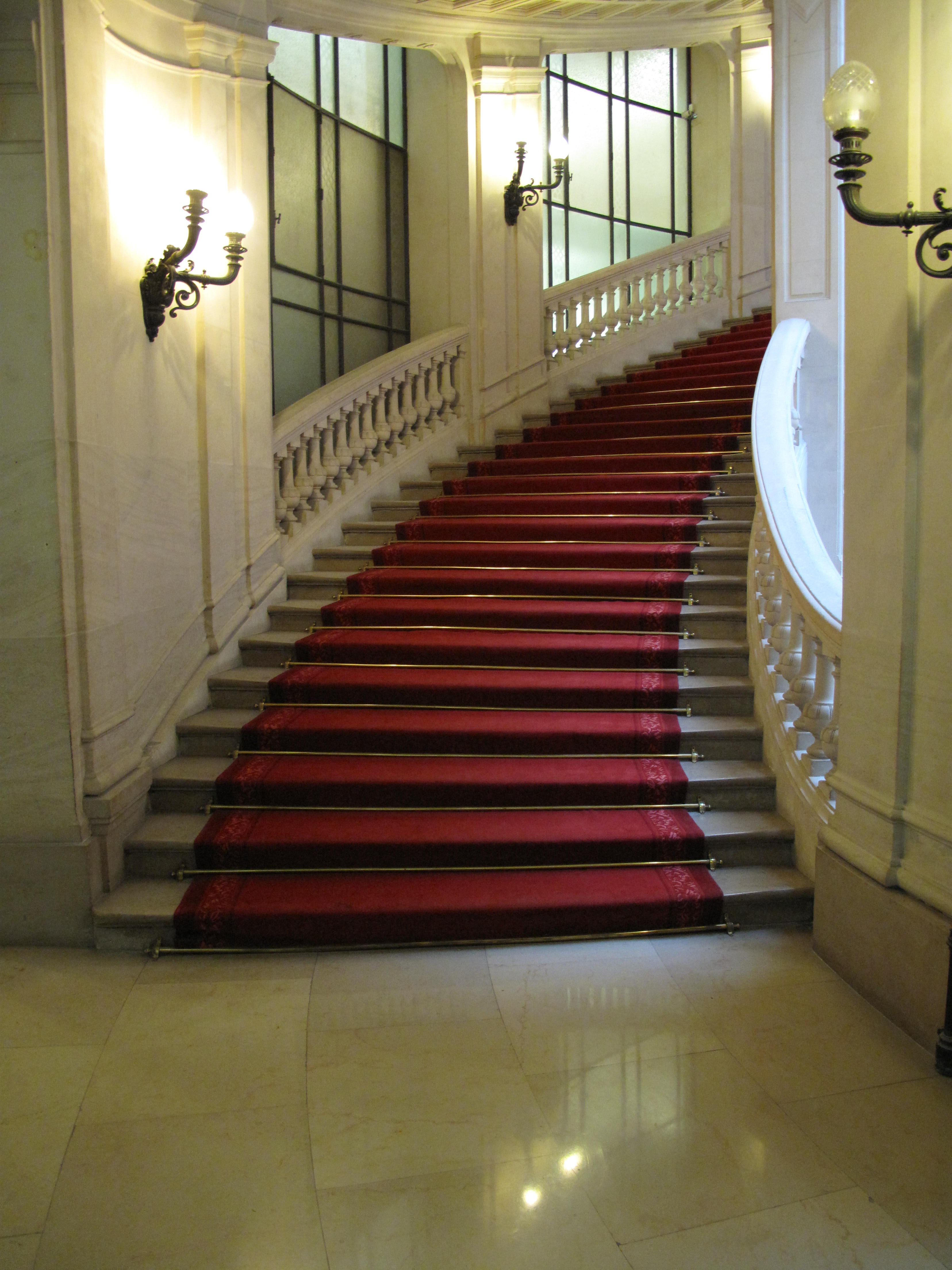
Escalera para el personal.

L'escalier jadis et maintenant
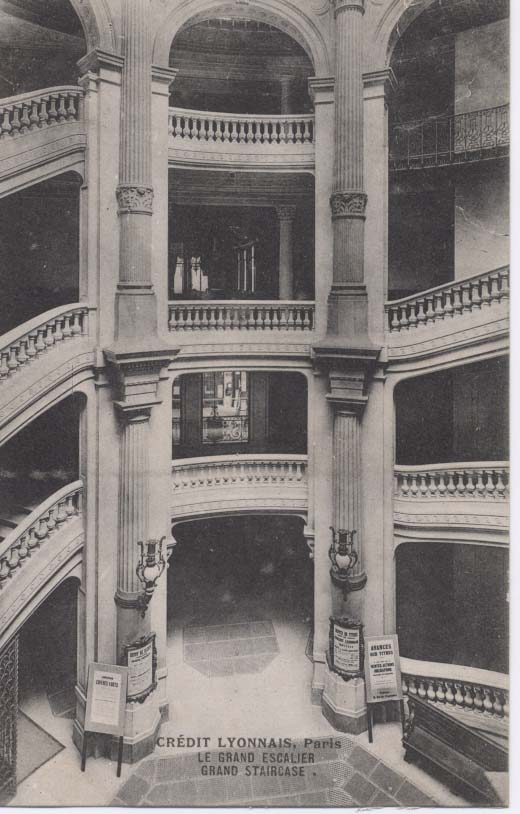
La escalera alrededor de 1920
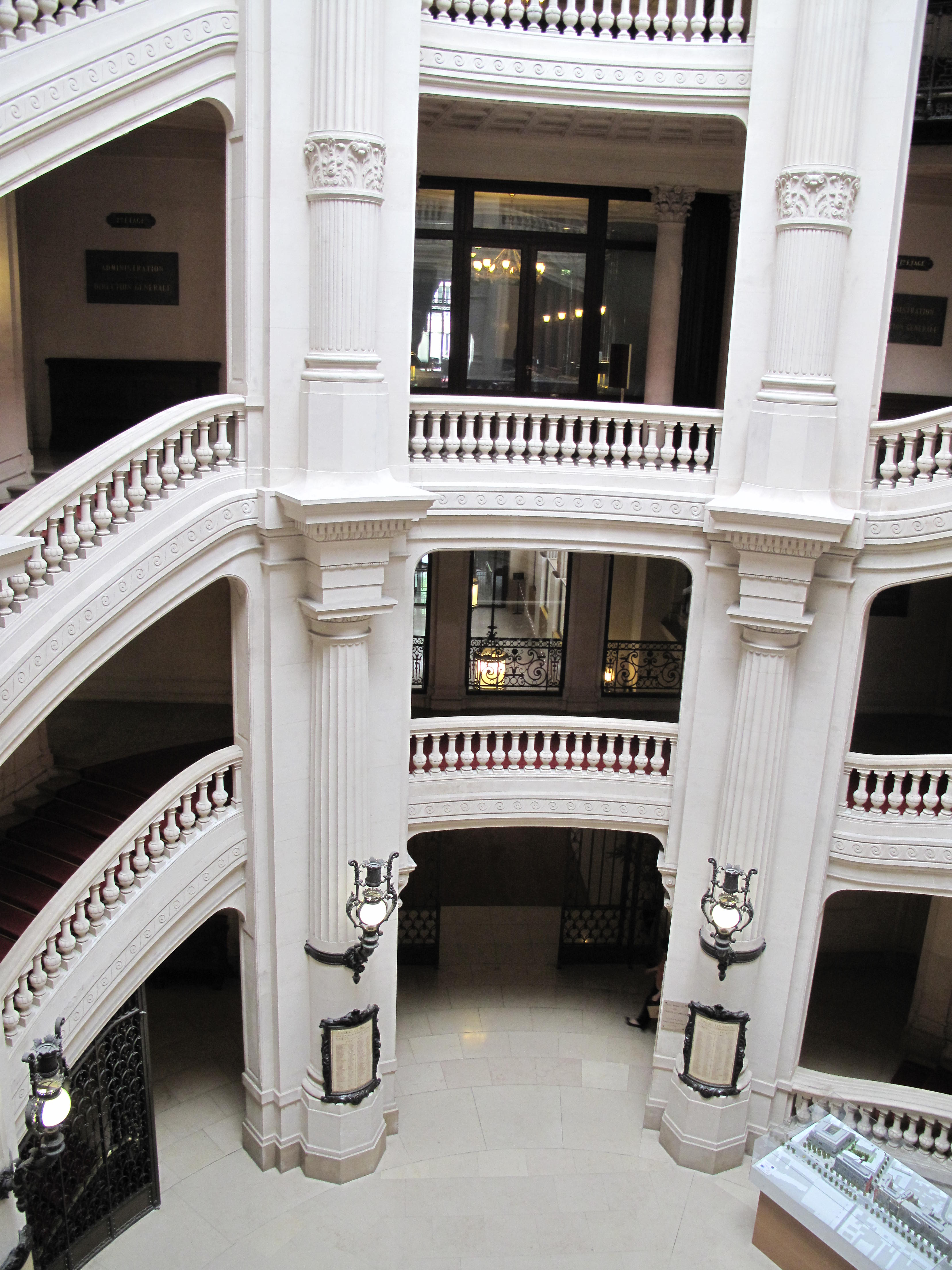
La escalera hoy

## El incendio del domingo 5 de mayo de 1996
A las 8:24 una pantalla de control señaló un incendio en la sala de operaciones, a las 8:26: dos guardias de seguridad van allí; los bomberos son alertados. A las 8:32: llegan a la rue de Choiseul una veintena de bomberos del cuartel de Saint-Honoré. Abriendo las puertas, los bomberos entran en acción.
A las 9:15 el fuego se propagó rápidamente en la sala de operaciones, un amplio espacio sin mamparas ni puertas cortafuegos, para permitir a los comerciantes comunicarse libremente. Más de cien bomberos están allí.
A las 9:41 France Presse informa del incendio.
A las 11 el incendio en la sala de operaciones parece controlado, pero a las 11:20 la losa del jardín interior situada encima de la sala de operaciones se derrumba y provoca un gigantesco efecto de explosión dando lugar a múltiples focos de fuego.
Se movilizaron 600 bomberos que tardarán 19 horas en extinguir el fuego. Dos tercios del edificio ubicado en el lado de la rue du Quatre-Septembre quedaron devastados. La cámara de seguridad fue parcialmente inundada. Se declaró que fue un incendio intencional.

## Después del fuego

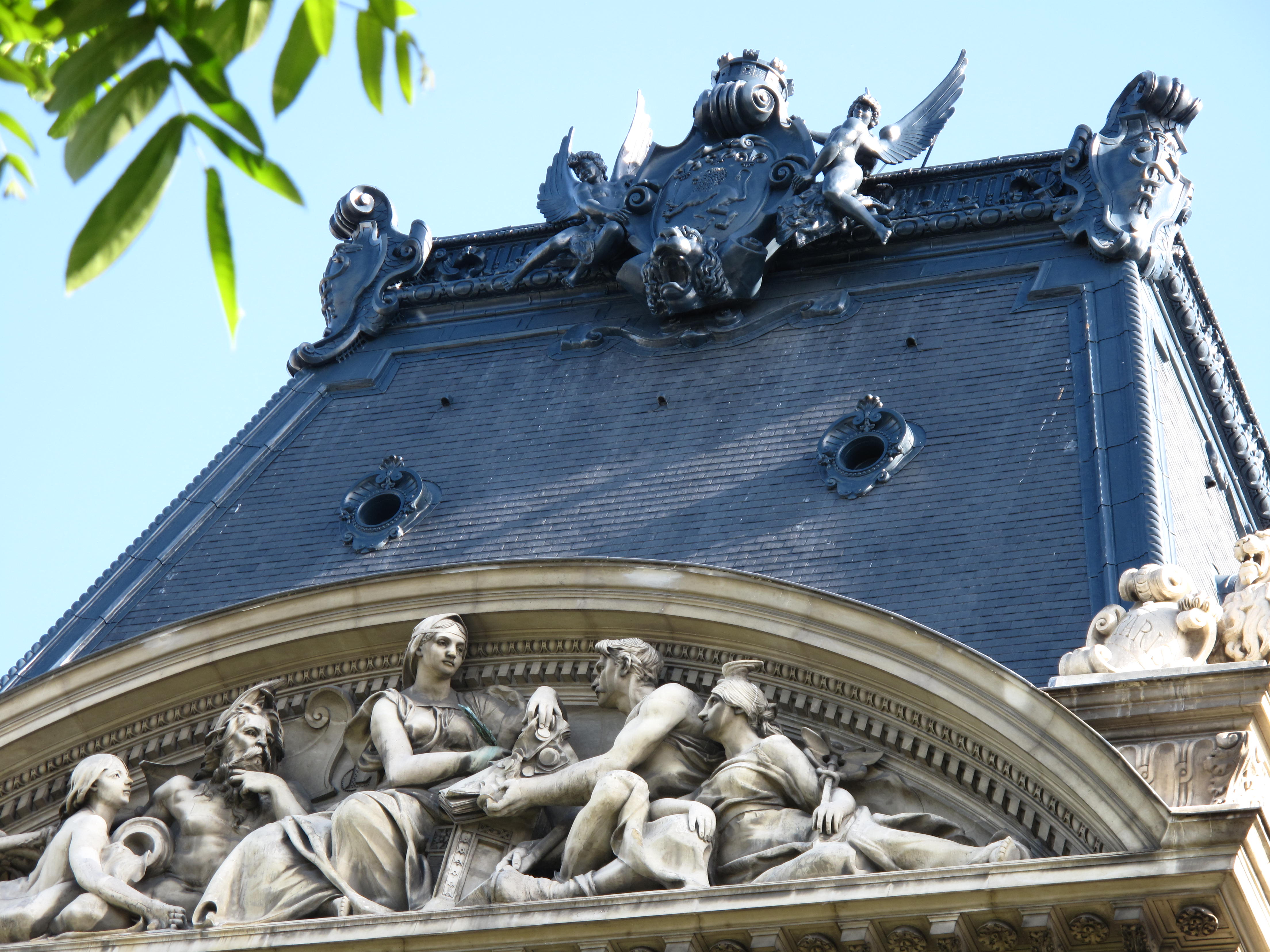
La cresta central reinstalada en 2008.

Después del incendio que causó daños muy importantes, Crédit Lyonnais vendió su sede por la suma de 1.300 millones de francos a la aseguradora AIG.
Desde su edificación, el edificio estaba abierto al público que podía recorrerlo completamente, contando con la presencia de la agencia central, una agencia de personal y la agencia internacional. Tras el incendio, el edificio quedó separado en dos espacios que ya no se comunicaban. Crédit Lyonnais conservo el corazón histórico llamado "hotel de los italianos", que representa solo alrededor de una cuarta parte del edificio ubicado en el lado del bulevar, con las oficinas del personal, la sala del Consejo y la escalera de caracol doble.
La mayor parte del edificio que da a la rue du Quatre-Septembre sufrió daños mucho mayores. Fue renombrado " el centorial", para poder recuperar el acrónimo CL esculpido en la fachada.
En 2008, el arquitecto de los edificios de Francia solicitó la reinstalación en lo alto del pabellón de honor de un ornamento desmantelado durante las restauraciones de los años 50. Se trata de un escudo decorativo de plomo que representa las armas de la ciudad de Lyon, cuna de la LCL.

Sus características son impresionantes, 4,30 m  de ancho por 3,50 m  de alto por 36 m  de alto, peso : 4 tonnes. Fue realizado por Jean-Claude Duplessis, ornamentalista y mejor trabajador en Francia.

Le bâtiment principal, jadis et maintenant
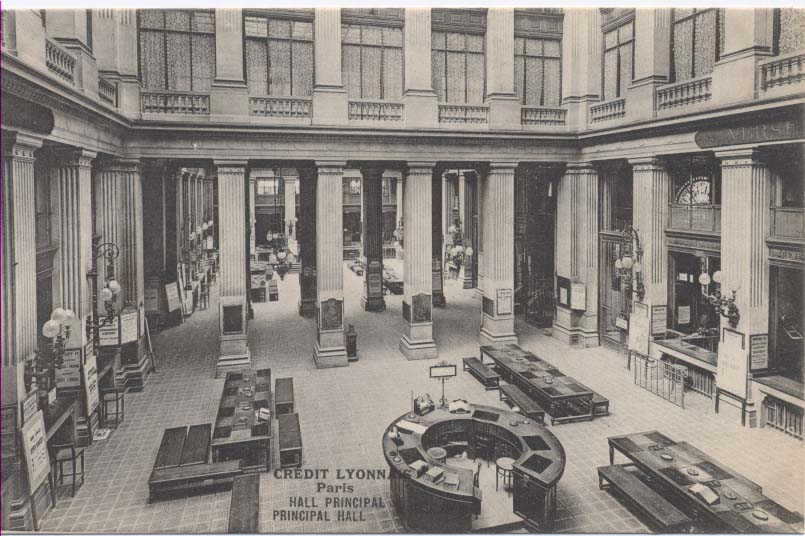
El salón principal original
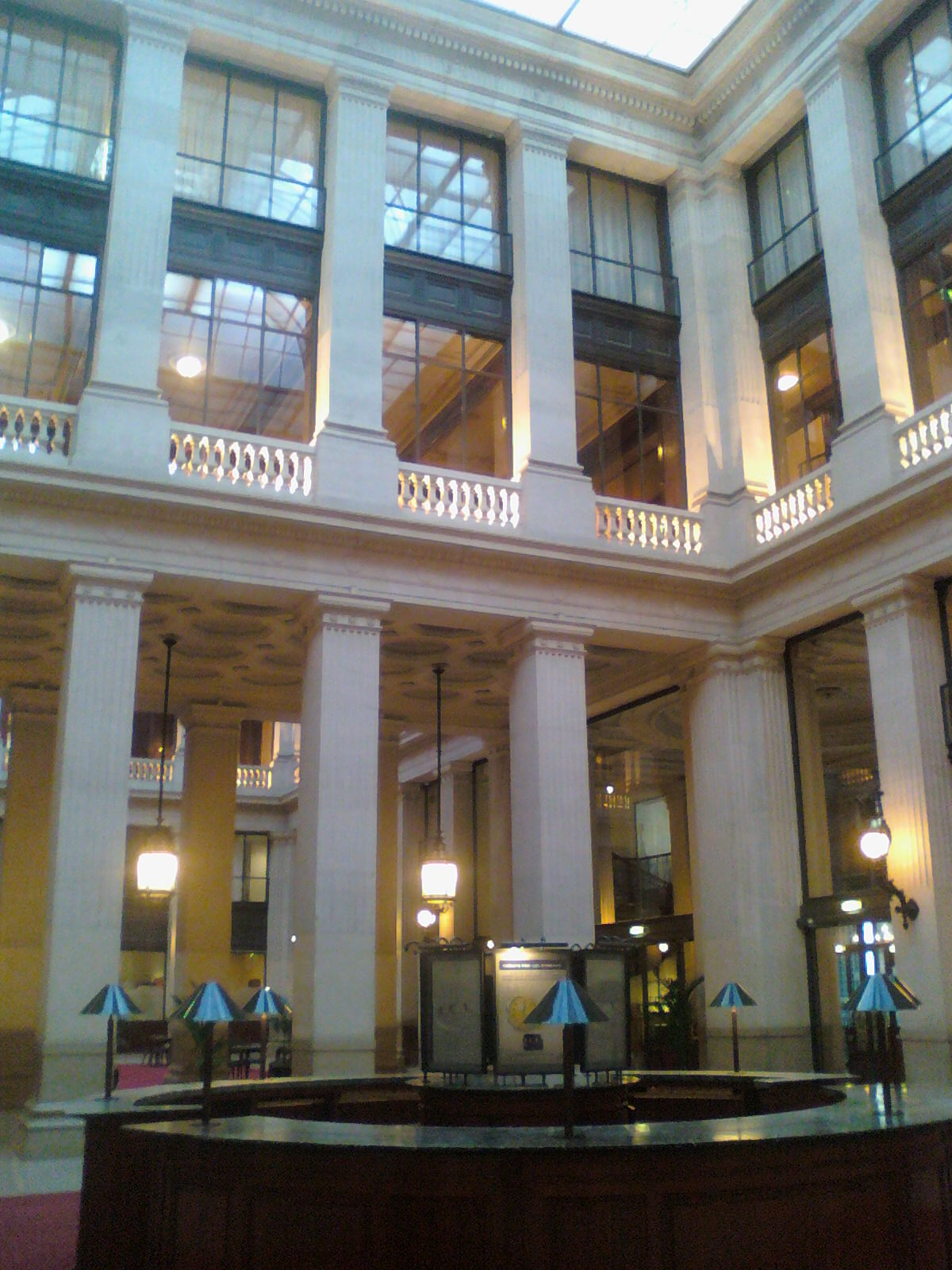
La sala principal en 2009 (mirando al oeste)
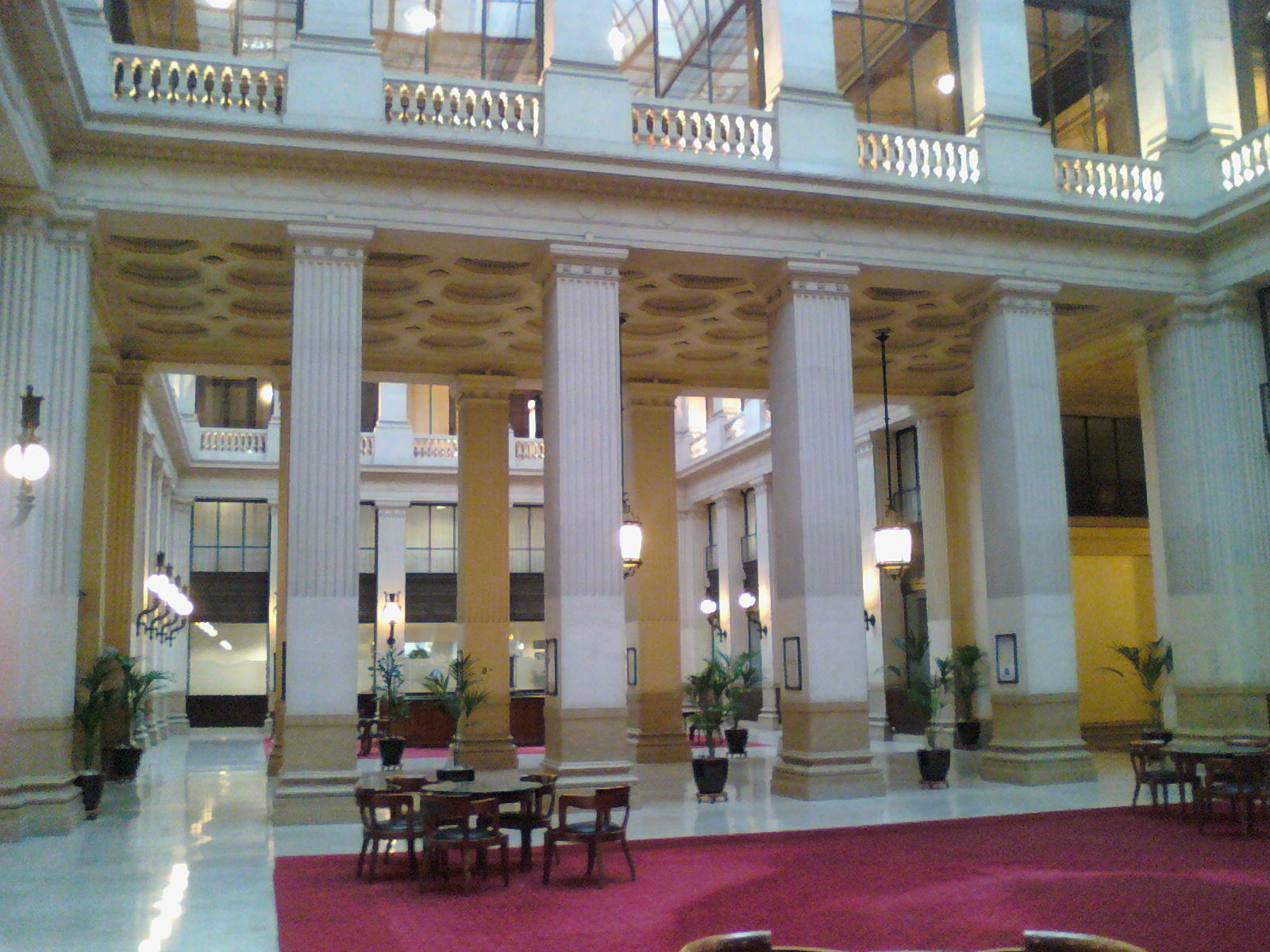
La sala principal en 2009 (mirando al este)
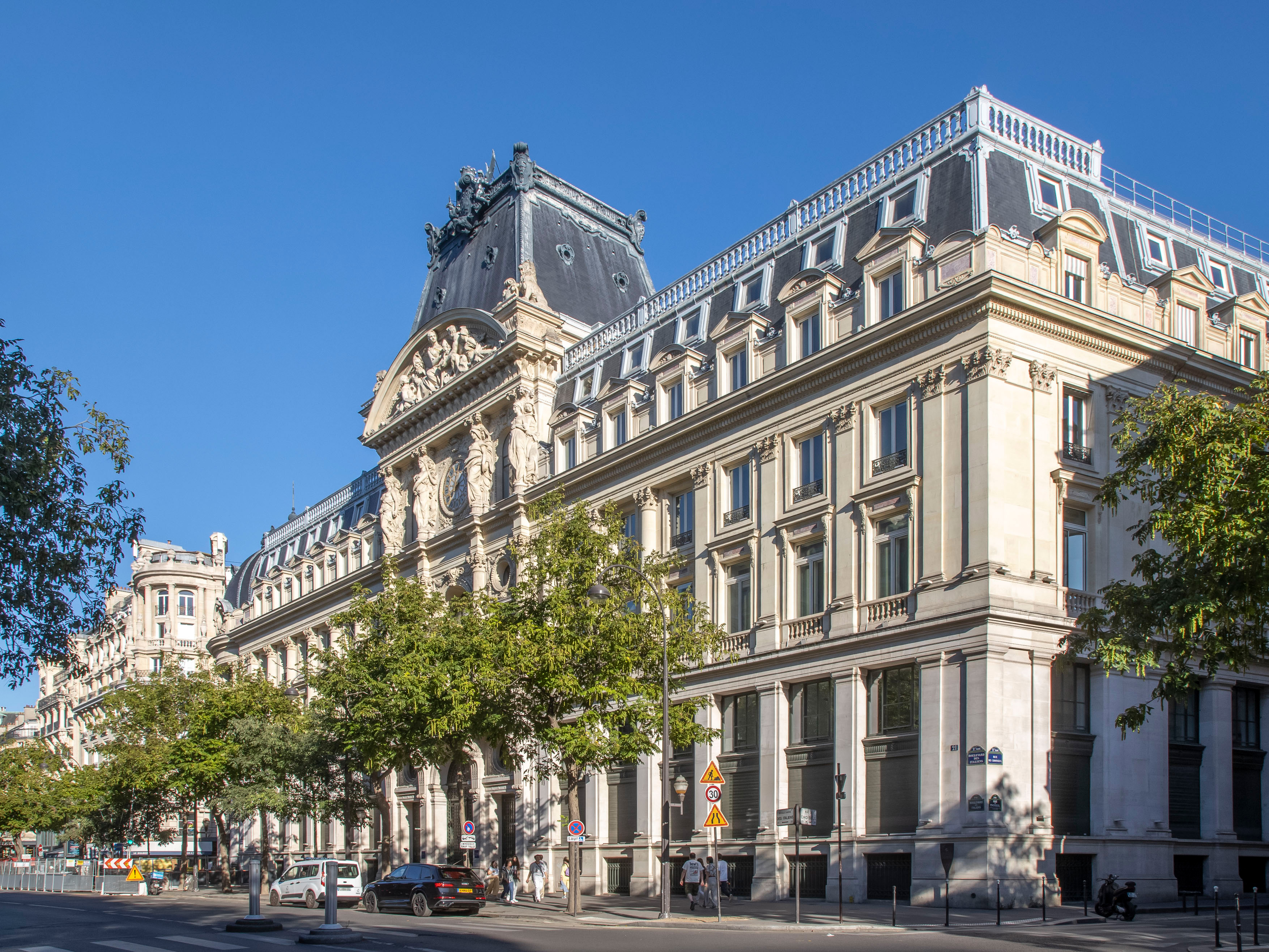
La fachada del edificio en el boulevard des Italiens.

### Le Centorial

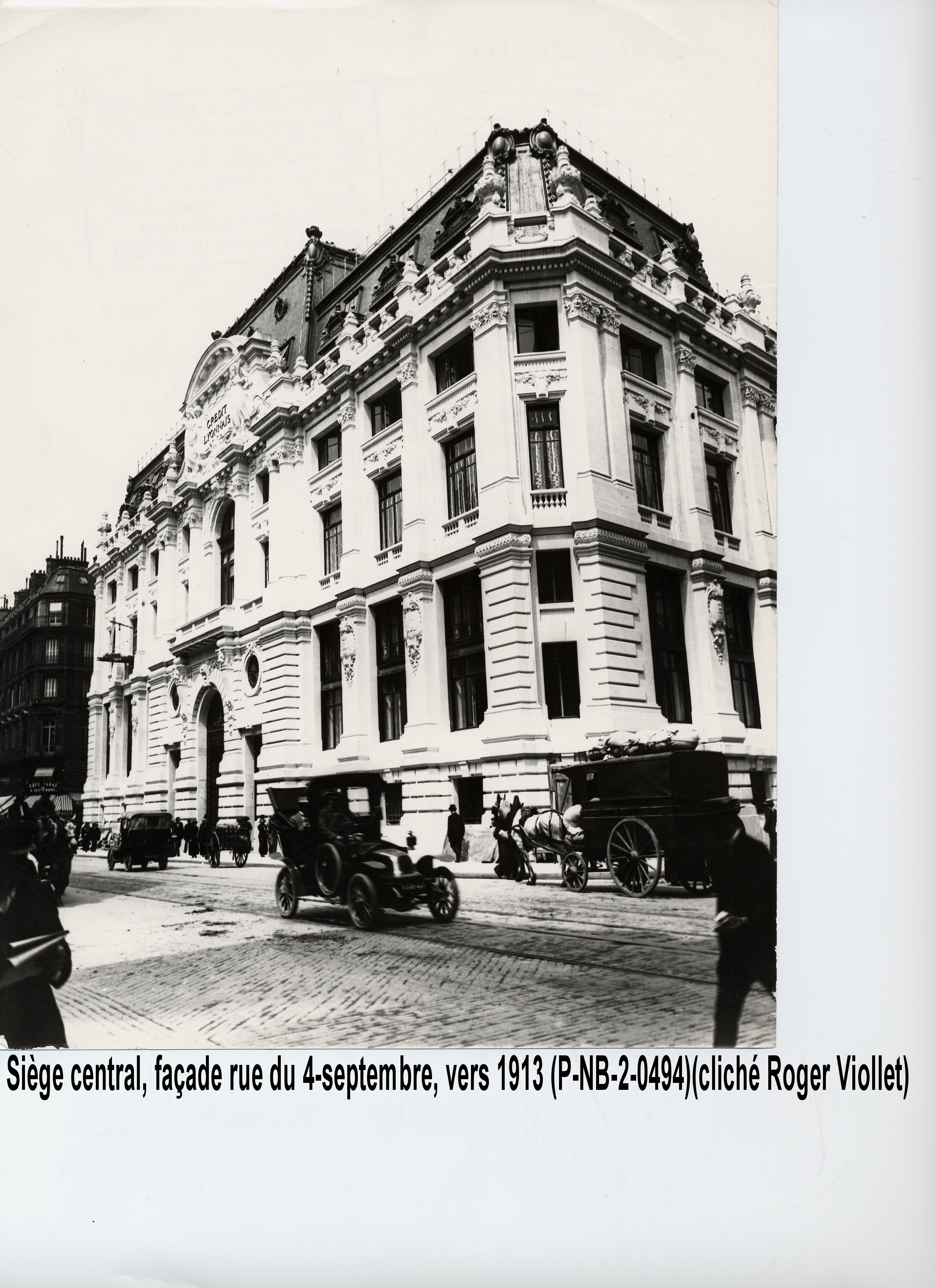
Asiento central el 4 de septiembre de 1913.

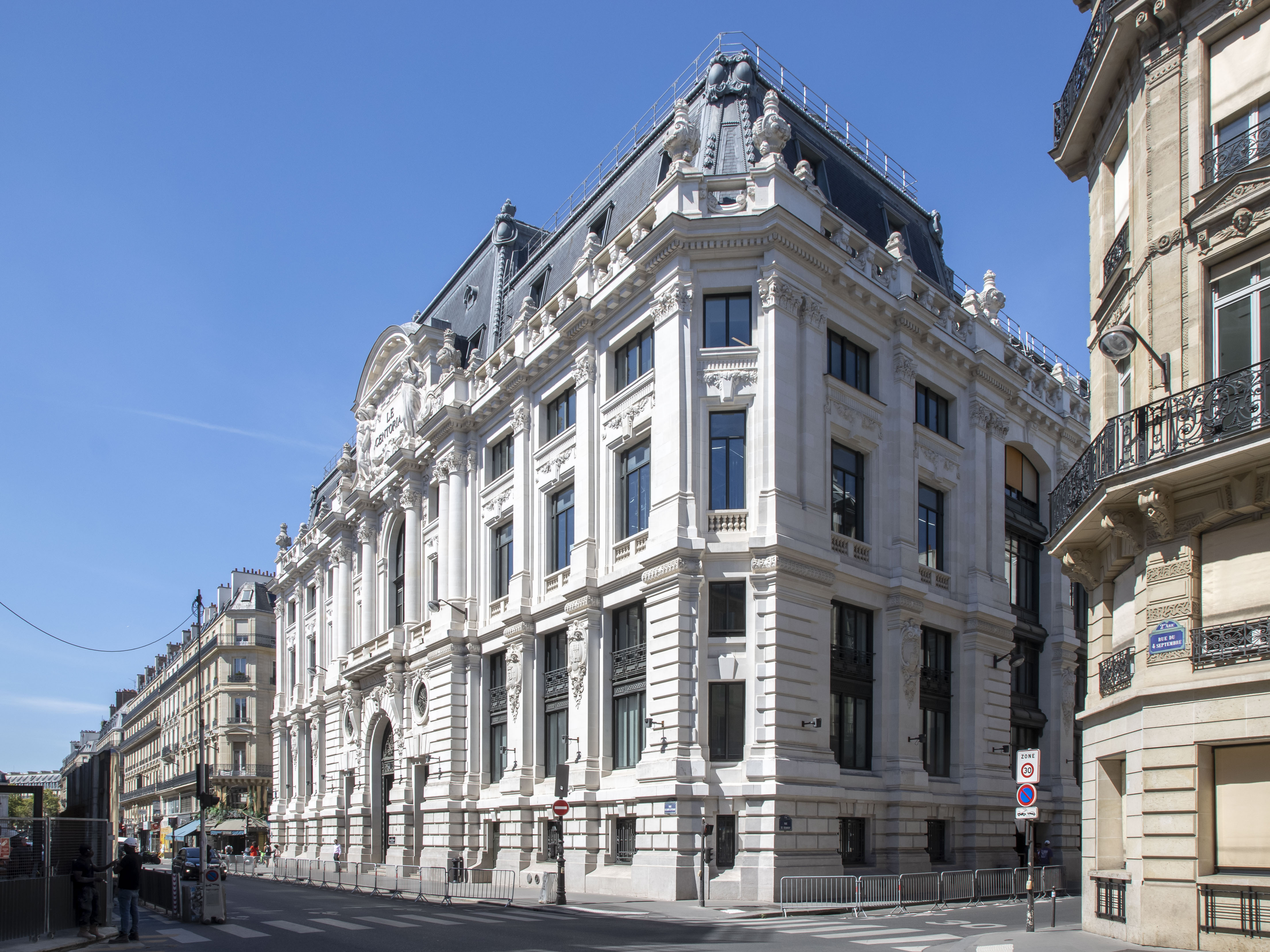
El mismo, rebautizado como Centorial, en agosto de 2022.

Después del incendio, se llevaron a cabo importantes trabajos de reconstrucción en enero de 2001 por AIG French Property Fund en nombre del nuevo propietario, el inversor alemán Deka Immobilien Investment Gmbh, bajo la dirección del arquitecto Jean-Jacques Ory. Estas obras combinaron el respeto por el edificio, parte del cual está catalogado, con un gran techo de vidrio metálico construido por los talleres de Eiffel, la necesidad de ofrecer un edificio con todo el equipamiento de oficina moderno y el deseo de preservar un rastro de la arquitectura implementada durante la construcción.
Así, la sala de operaciones (donde se produjo el incendio) y el jardín colgante situado encima se sustituyen por una larga galería con marquesina metálica que evoca la galería de valores del edificio original.
En 2006, la redacción del periódico Les Échos abandonó la rue La Boétie para instalarse aquí. En 2012, EDHEC instaló su campus de París en una parte del edificio.
 

Las direcciones de Crédit Lyonnais también ocuparon el edificio.

Le Centorial, jadis et maintenant
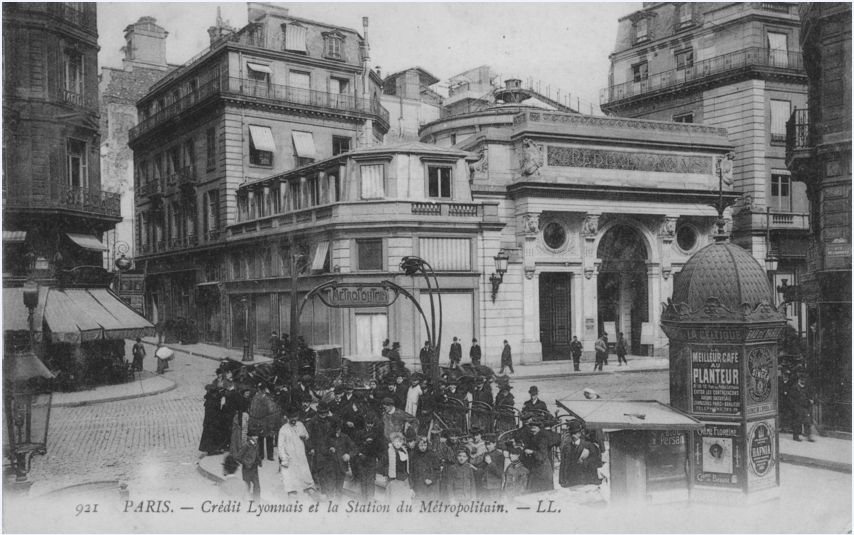
Antes de la construcción de la fachada actual.
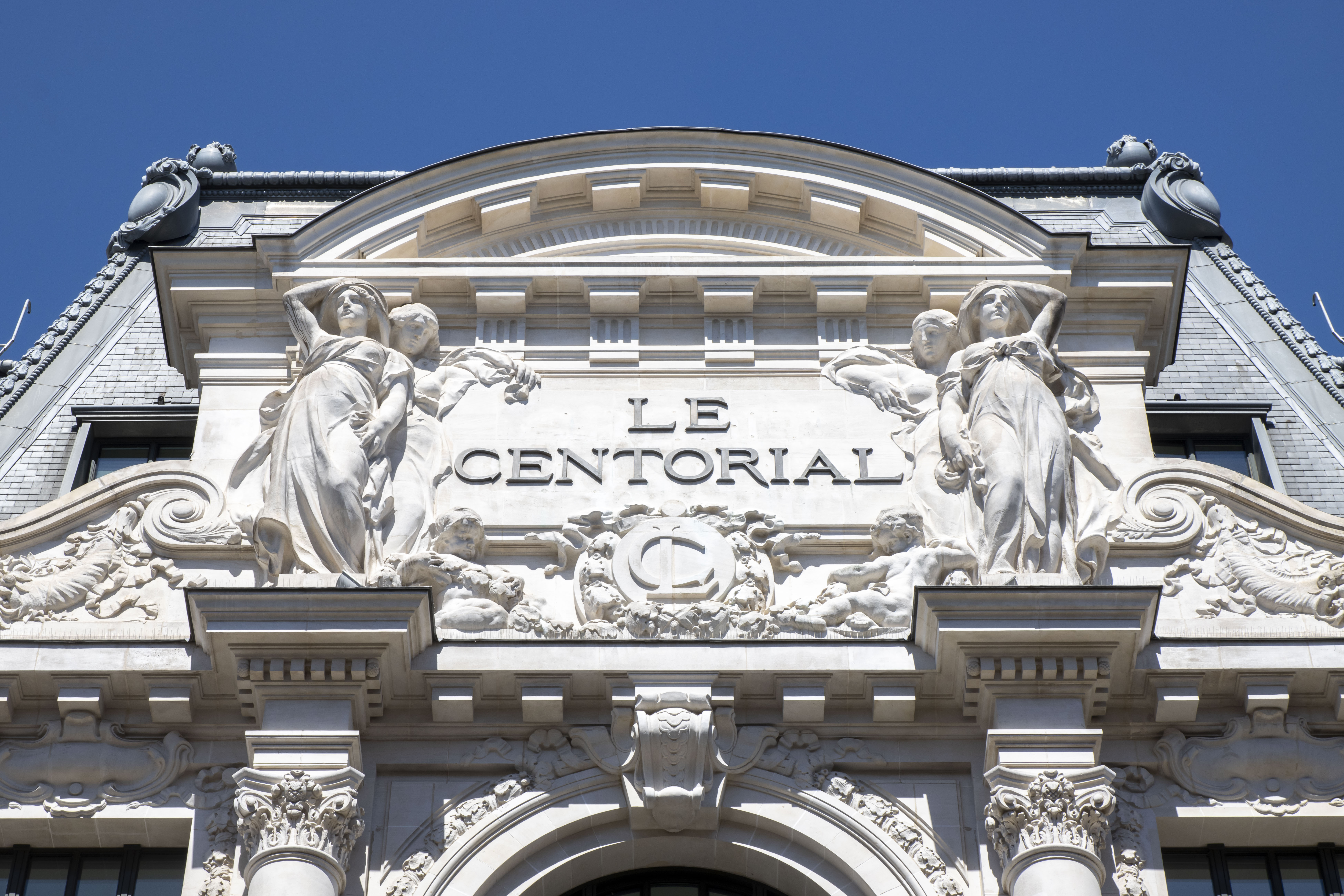
Centorial ha sustituido a Credit Lyonnais en el frontispicio de la rue du 4-Septembre.
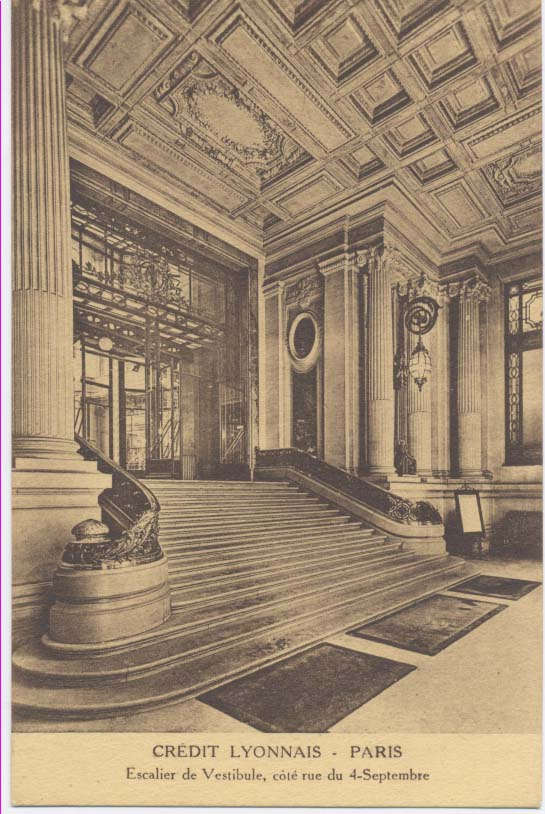
Vestíbulo del lado 4 de septiembre, en el edificio original.
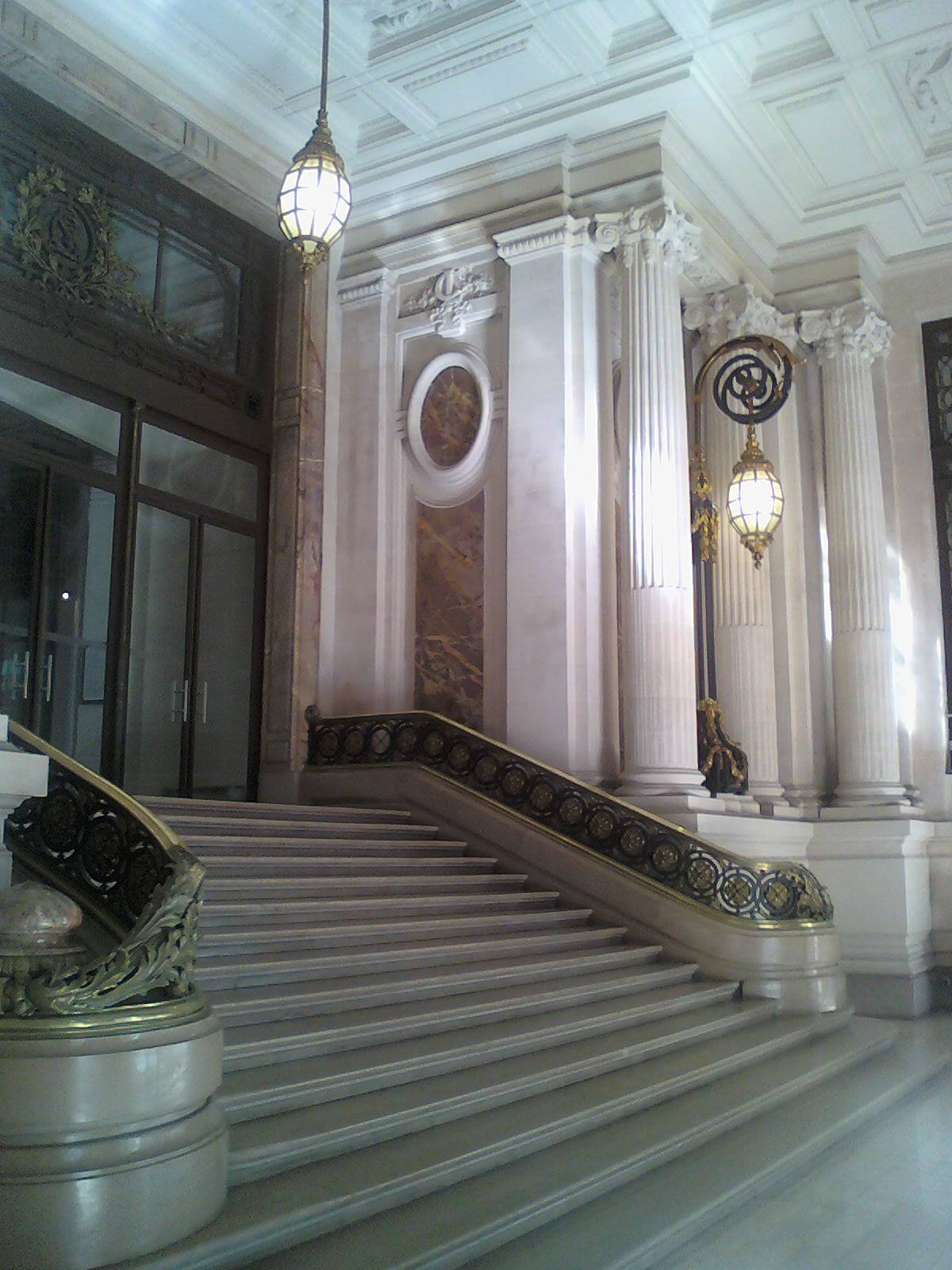
Vestíbulo del lado 4 de septiembre, vista reciente.

## Calificaciones
1. ↑  Marie-Laure Crosnier Leconte, Le siège central du Crédit lyonnais, dans Jean-François Pinchon, Les Palais d'argent, Paris, Musée d'Orsay, 1992, p. 110-124
2. 1 2  
Christian de Montella (novembre de 1987). 19, Bd des Italiens. Le Crédit Lyonnais, culture et fondation. Ouvrage réalisé pour le 125e anniversaire du CL. Jean Claude Lattès. p. 94.
3. 1 2 3 4 5   Gilles Lockhart (01-06-2004). «Le siège du Lyonnais». lexpansion.lexpress.fr (en francés).
4. ↑  http://www.europeonline-magazine.eu/die-goldenen-schnitte_259642.html
5. ↑  «Vivienne Westwood Keeps Punking Paris Fashion Week». The Straits Time (en inglés). 08-03-2015.
6. ↑   Numéro spécial de la revue interne "La vie au Crédit Lyonnais" consacré à l'incendie et à la remise en route très rapide du CL et notamment le démarrage de la salle des marchés de secours dès le lendemain de l'incendie.
7. ↑  Jérôme Dupuis (29 de enero de 1998). «L'incendie était volontaire». lexpress.fr (en francés).
8. ↑  «Cartes postales des années 1900, colorisées ou non». paris1900.lartnouveau.com (en francés). Consultado el 6 avril 2009.
9. ↑  « Le Centorial, un « palais d'argent » devenu centre d'affaires », lesechos.fr, 20 mars 2006
10. ↑  Caroline Beyer (16 de febrero de 2012). «L'Edhec inaugure son campus parisien». lefigaro.fr (en francés).